# Centro de Biociências e Biotecnologia da Universidade Estadual do Norte Fluminense Darcy Ribeiro
O Centro de Biociências e Biotecnologia (CBB) é um dos quatro centros da Universidade Estadual do Norte Fluminense Darcy Ribeiro (UENF).

## Laboratórios
- LBCT  - Laboratório de Biologia Celular e Tecidual
- LBR   - Laboratório de Biologia do Reconhecer
- LBT   - Laboratório de Biotecnologia
- LCA   - Laboratório de Ciências Ambientais
- LFBM  - Laboratório de Fisiologia e Bioquímica de Microorganismos
- LQFPP - Laboratório de Química e Função de Proteínas e Peptídeos

## Ensino

### Graduação
- Ciências Biológicas
- Biologia
- Biologia a distância

### Pós-graduação
- Biociências e Biotecnologia (Mestrado e Doutorado)
- Ecologia e Recursos Naturais (Mestrado e Doutorado)